# Procrastinação do sono

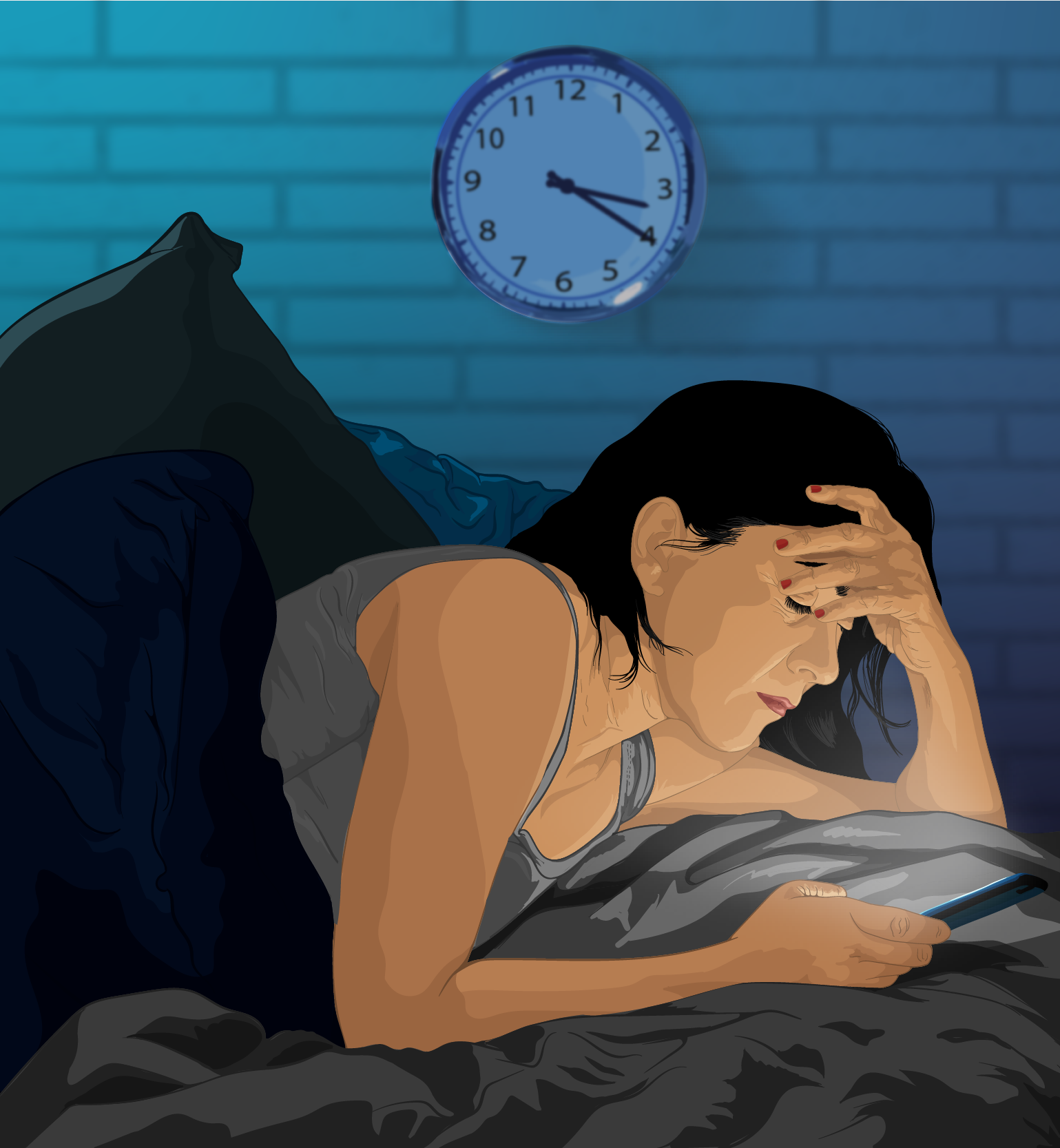
Impressão artística de uma mulher usando seu smartphone tarde da noite

A procrastinação do sono ou procrastinação na hora de dormir é um fenômeno psicológico que envolve o adiamento desnecessário e voluntário de ir dormir, apesar de se prever que isso terá consequências negativas. A procrastinação do sono pode ocorrer devido à perda da noção do tempo ou como uma tentativa de controlar a noite devido à percepção de falta de controle sobre os eventos do dia; este último fenômeno foi recentemente chamado de procrastinação vingativa do sono, um termo que se originou na plataforma de mídia social chinesa Weibo em 2014. A procrastinação do sono tem sido associada a uma duração de sono mais curta, pior qualidade do sono e

## Origem
Acredita-se que o prefixo "vingança" tenha sido adicionado pela primeira vez na China no final da década de 2010, possivelmente relacionado ao sistema de horas de trabalho 996 (72 horas por semana), já que muitos sentem que é a única maneira de ter algum controle sobre si mesmos durante o dia.
O termo "procrastinação na hora de dormir" tornou-se popular com base em um estudo de 2014 realizado nos Países Baixos.
A escritora Daphne K. Lee popularizou o termo em uma postagem no Twitter usando o termo "procrastinação vingativa do sono" (報復性熬夜), descrevendo-o como "um fenômeno no qual pessoas que não têm muito controle sobre sua vida diurna se recusam a dormir cedo para recuperar alguma sensação de liberdade durante as horas tardias da noite".
Atualmente, a definição de procrastinação do sono é demonstrada de várias maneiras, como "ir dormir mais tarde do que o planejado" e "adiar o sono".

## Causas
Um indivíduo pode procrastinar o sono devido a uma variedade de causas. A pessoa pode não estar evitando o sono conscientemente, mas sim continuando a realizar atividades que considera mais prazerosas do que dormir (como assistir televisão ou navegar nas redes sociais). Existem muitas distrações no século XXI; obter distrações para adiar o sono é muito mais fácil do que nas décadas anteriores.
O uso problemático de smartphones causa diretamente a procrastinação do sono. Pessoas que usam excessivamente o smartphone têm maior probabilidade de adiar o horário de sono porque têm dificuldade em parar de usar o aparelho e ficam constantemente distraídas por ele antes de dormir.  Essas pessoas desfrutam da satisfação temporária do uso do smartphone e querem mais tempo para se entreter. Além disso, a procrastinação do sono desempenha um papel mediador entre o vício em smartphones e a depressão e a ansiedade. O uso habitual e excessivo do aparelho leva ao adiamento do sono, e a redução da duração e da qualidade do sono pode desencadear emoções negativas responsáveis pela depressão e pela ansiedade.
Estatísticas mostram que padrões de sono perturbados estão se tornando cada vez mais comuns. Em 2013, estimou-se que 40% dos adultos nos EUA dormiam menos do que a quantidade recomendada. Na Bélgica, onde os dados foram coletados para o estudo, 30% dos adultos relataram dificuldade para dormir e 13% relataram o uso de comprimidos para dormir.
Um estudo de 2014 com indivíduos holandeses concluiu que a baixa autorregulação pode causar procrastinação na hora do sono. Após a pandemia de COVID-19, 40% mais pessoas passaram a experimentar problemas com o sono. Um estudo de 2021 descobriu que o tédio também leva à procrastinação do sono. O tédio aumenta a desatenção, o que leva ao aumento da procrastinação do sono.
Outro estudo de 2014, envolvendo 145 pessoas, descobriu que 43% dos autodenominados procrastinadores do sono não tinham um horário para dormir ou rotina definida. Este estudo sugere e enfatiza que a desatenção é um grande fator na procrastinação do sono porque não é necessário que a consciência explícita esteja ativa durante a procrastinação. As pessoas não procrastinam intencionalmente, mas sim como resultado de uma má autorregulação.
Em um estudo intercultural de 2022, foram avaliados 210 funcionários nos Estados Unidos e 205 funcionários na China. Os resultados mostram que o uso de smartphones fora do horário de trabalho pode provocar procrastinação do sono. O impacto negativo do uso de smartphones na procrastinação da hora de dormir é mais significativo nos Estados Unidos do que na China. A pesquisa mostra que os funcionários nos Estados Unidos têm uma atitude mais resistente do que os funcionários na China quando se trata de trabalhar fora do horário comercial, resultando em um maior esgotamento do autocontrole e uma maior possibilidade de procrastinação do sono.
Pesquisadores também descobriram que as principais causas da procrastinação do sono são o baixo autocontrole e o aumento do estresse.

## Influências psicológicas
Procrastinadores do sono se envolveram em mais atividades de lazer e sociais nas três horas antes de dormir. Pessoas com alto e baixo nível de procrastinação passam quantidades semelhantes de tempo assistindo TV e usando computadores. Nas três horas antes de dormir, os procrastinadores que procrastinam muito o sono gastaram 79,5 minutos em seus celulares, enquanto os que procrastinam pouco gastaram 17,6 minutos em seus celulares. Pessoas que ficaram acordadas até tarde relataram mais sintomas de depressão e ansiedade, menor qualidade do sono e maior risco de insônia do que aquelas que foram para a cama mais cedo.
Uma pesquisa com 317 participantes realizada em 2022 mostrou que a percepção subjetiva do tempo das pessoas está associada à procrastinação do sono. O horário de dormir, percebido como o fim do dia, faz com que as pessoas reflitam sobre o restante de seu tempo. Na pesquisa, as pessoas que procrastinam antes de dormir frequentemente usam o tempo da noite para aproveitar suas atividades favoritas como recompensa pelo trabalho árduo do dia, focando em recompensas imediatas e benefícios instantâneos. A procrastinação do sono faz com que as pessoas sintam que o tempo está passando rapidamente, o que pode gerar ansiedade e estresse.
Para pessoas que não dormem bem, a hora de dormir é um momento abominável. O sono pode se tornar uma tarefa e um fardo que aumenta a preocupação das pessoas em relação a conseguir dormir o suficiente, gerando nervosismo e aumentando o estresse psicológico. Isso pode levar a uma variedade de resultados negativos para a saúde, incluindo fadiga, mudanças de humor e dificuldade de concentração.
Mulheres, estudantes e "corujas" (cronotipos posteriores) são mais propensos a sofrer de procrastinação na hora de dormir. Pessoas com altos níveis de estresse durante o dia são mais propensas à procrastinação do sono.
A procrastinação na hora de dormir também se apresenta de muitas outras formas, como adiar o momento de dormir (procrastinação do sono) e adiar o momento de tentar adormecer (procrastinação na cama).
Um terço dos estudantes chineses mostrou sinais de procrastinação do sono.

## Sinais e sintomas
De acordo com os pesquisadores, há três fatores principais que diferenciam a procrastinação na hora de dormir de ficar acordado até tarde:
- O indivíduo que sofre com a procrastinação do sono deve estar diminuindo seu tempo total de sono a cada noite.
- Não deve haver motivo para eles ficarem acordados até tarde (como sua localização ou doença).
- O indivíduo deve estar ciente de que a perda de sono está impactando-o negativamente, mas não se importa em mudar sua rotina.[3]

Pessoas com maior uso de celulares relatam mais sinais de procrastinação do sono. O ambiente da mídia cria a atmosfera para a procrastinação do sono, proporcionando muitos passatempos divertidos antes de apagar as luzes.

## Consequências
Uma pessoa que sofre de procrastinação do sono provavelmente enfrentará efeitos relacionados ao atraso no sono. Uma meta-análise descobriu que uma maior procrastinação do sono estava associada a uma pior qualidade do sono, menor duração do sono e aumento da fadiga ao longo do dia.
A procrastinação do sono resulta em má qualidade do sono e pode ser um sinal de má autorregulação.
Pessoas que procrastinam a hora de dormir têm mais probabilidade de perder a força de vontade, o controle de si mesmas e ficar inquietas o tempo todo. É fácil causar um estado de baixo interesse, alta insatisfação e alta distração.
A procrastinação do sono pode causar privação de sono, o que leva a raciocínio lento, baixos níveis de atenção, má memória, tomada de decisões equivocadas, estresse, ansiedade e irritação. Se a privação do sono não for tratada rapidamente, as consequências a longo prazo podem incluir doenças cardíacas, diabetes, obesidade, sistema imunológico enfraquecido, dor, problemas hormonais e problemas de saúde mental.
A procrastinação do sono pode levar a um sono curto, o que pode aumentar a psicose e causar depressão nas pessoas.
Pessoas que têm procrastinação do sono sofrem com distúrbios do sono e podem precisar de medicação para conseguir dormir.
A procrastinação do sono pode causar cochilos durante o dia para compensar a falta de sono.

## Prevenção
Intervenções no uso da mídia como estratégias de tratamento para a insuficiência de sono têm se concentrado principalmente na redução do volume de uso da mídia. Isso pode não ser um cenário viável para o usuário contemporâneo e futuro de mídia, dada a imensa proliferação da mídia e a experiência de estar conectado 24 horas por dia, 7 dias por semana. Usar uma perspectiva de autocontrole sobre o uso de mídia eletrônica e a procrastinação na hora de dormir pode fornecer novas maneiras de abordar essa questão. Como o ponto final do uso da mídia (que muitas vezes implica preparar-se para ir para a cama) depende do nível de autocontrole, estratégias destinadas a melhorar o autocontrole podem ser uma via valiosa para exploração futura.
É muito importante evitar a procrastinação na hora de dormir porque dormir a quantidade certa é essencial para o corpo humano funcionar corretamente. As consequências mais comuns da falta de sono são tontura, falta de concentração, mudanças de humor e alguns efeitos prejudiciais a longo prazo para a saúde física e mental.
Aqui estão algumas maneiras de prevenir a procrastinação do sono:
- Desligar aparelhos eletrônicos pelo menos uma hora antes de dormir. Em um ambiente mais escuro, o corpo humano produz o hormônio do sono, a melatonina. Por isso, é importante limitar a exposição à luz antes de dormir.[14]
- Tomar um banho quente para reduzir o estresse.[14]
- Escrever pensamentos, sentimentos e experiências marcantes do dia.[14]
- Manter um horário regular para acordar e dormir, inclusive nos dias de folga.[2]
- Criar uma rotina para a hora de dormir.
- Comer nozes, sementes e leguminosas, que são fontes de triptofano, ajudando na produção de melatonina.[14]
- Evitar álcool ou cafeína no fim da tarde ou à noite.[2]
- Tomar suplementos de melatonina (com cautela)[33]
- Gerenciar melhor o tempo, realizando tarefas mais cedo no dia para evitar dormir tarde e perder horas essenciais de sono.[34]
- Tomar suplementos de vitamina D e magnésio, que podem ajudar a induzir o sono.[14]
- Estabelecer limites no trabalho.
- Reduzir o uso da Internet.[35]
- Praticar habilidades de gerenciamento de tempo e definição de prioidades.[36]
- Utilizar o método de contraste mental com intenções de implementação (Mental Contrasting with Implementation Intentions, MCII), desenvolvido por Gabriele Oettingen.[37]